# Kmet
Kmèt (ž. kmetíca) je oseba, ki se preživlja s kmetijstvom (poljedelstvom in/ali živinorejo).
Lahko se usposobi na kmetijskih šolah (npr. Šolski center Šentjur) in z opravljenim izobraževanjem in drugimi pogoji pridobi status kmeta po Zakonu o kmetijskih zemljiščih.